# Puchar Europy w narciarstwie alpejskim mężczyzn 2014/2015
Puchar Europy w narciarstwie alpejskim mężczyzn w sezonie 2014/2015 – 44. edycja tego cyklu. Pierwsze zawody odbyły się 20 listopada 2014 roku w fińskim Levi, a ostatnie rozegrane zostały 22 marca 2015 roku w andorskim El Tarter.
W poprzednim sezonie Puchar Europy wygrał Szwajcar Thomas Tumler, triumfując przy okazji w klasyfikacji supergiganta. W klasyfikacji zjazdu triumfował rodak Tumlera, Silvan Zurbriggen. Zwycięzcą klasyfikacji slalomu był kolejny Szwajcar, Daniel Yule, w gigancie triumfował Słoweniec Žan Kranjec, a w superkombinacji najlepszy był Austriak Vincent Kriechmayr.

## Podium zawodów
| Lp   | Data              | Miejscowość          | Dyscyplina        | 1. Miejsce             | 2. Miejsce            | 3. Miejsce                   |
| ---- | ----------------- | -------------------- | ----------------- | ---------------------- | --------------------- | ---------------------------- |
| 1.   | 20 listopada 2014 | Levi                 | Gigant            | Samu Torsti            | Rasmus Windingstad    | Phil Brown Dominik Schwaiger |
| 2.   | 21 listopada 2014 | Levi                 | Gigant            | Phil Brown             | Elia Zurbriggen       | Roland Leitinger             |
| 3.   | 22 listopada 2014 | Levi                 | Slalom            | Sebastian Foss Solevåg | Justin Murisier       | Aleksandr Choroszyłow        |
| 4.   | 23 listopada 2014 | Levi                 | Slalom            | Linus Straßer          | Calle Lindh           | Axel Bäck                    |
| 5.   | 15 grudnia 2014   | San Vigilio          | Slalom równoległy | Truls Johansen         | AJ Ginnis             | David Ryding                 |
| 6.   | 17 grudnia 2014   | Obereggen            | Slalom            | Axel Bäck              | Markus Larsson        | Stefano Gross                |
| 7.   | 18 grudnia 2014   | Pozza di Fassa       | Gigant            | Rasmus Windingstad     | Thomas Tumler         | Dominik Schwaiger            |
| 8.   | 19 grudnia 2014   | Pozza di Fassa       | Slalom            | Mattias Hargin         | Stefano Gross         | Daniel Yule                  |
| 9.   | 2 stycznia 2015   | Chamonix             | Slalom            | Daniel Yule            | Julien Lizeroux       | Dominik Stehle               |
| 10.  | 3 stycznia 2015   | Chamonix             | Slalom            | Daniel Yule            | David Ryding          | Philipp Schmid               |
| 11.  | 8 stycznia 2015   | Wengen               | Zjazd             | Patrick Schweiger      | Thomas Mayrpeter      | Josef Ferstl                 |
| 12.  | 15 stycznia 2015  | Zauchensee           | Zjazd             | Joachim Puchner        | Andrew Weibrecht      | Mario Karelly                |
| 13.  | 16 stycznia 2015  | Zauchensee           | Zjazd             | Markus Dürager         | Andreas Sander        | Andrew Weibrecht             |
| 14.  | 21 stycznia 2015  | Val d’Isère          | Zjazd             | Daniel Danklmaier      | Mario Karelly         | Ralph Weber                  |
| 15.  | 22 stycznia 2015  | Val d’Isère          | Zjazd             | Ralph Weber            | Blaise Giezendanner   | Nils Mani                    |
| 16.  | 23 stycznia 2015  | Val d’Isère          | Supergigant       | Christopher Neumayer   | Felix Monsen          | Thomas Mayrpeter             |
| 17.  | 26 stycznia 2015  | Lélex                | Gigant            | Cyprien Richard        | Roland Leitinger      | Gino Caviezel                |
| 18.  | 27 stycznia 2015  | Lélex                | Gigant            | Matts Olsson           | Mathieu Faivre        | Roland Leitinger             |
| 19.  | 28 stycznia 2015  | Crans-Montana        | Gigant            | Loïc Meillard          | Roland Leitinger      | Rasmus Windingstad           |
| 20.  | 3 lutego 2015     | Sella Nevea          | Zjazd             | Johannes Kröll         | Vincent Kriechmayr    | Blaise Giezendanner          |
| 21.  | 4 lutego 2015     | Sella Nevea          | Superkombinacja   | Bjørnar Neteland       | Frederic Berthold     | Rasmus Windingstad           |
| 22.  | 6 lutego 2015     | Sella Nevea          | Supergigant       | Odwołano               | Odwołano              | Odwołano                     |
| 23.  | 9 lutego 2015     | Oberjoch             | Gigant            | Alexander Schmid       | Loïc Meillard         | Manuel Pleisch               |
| 24.  | 10 lutego 2015    | Oberjoch             | Slalom            | Dominik Stehle         | Riccardo Tonetti      | Christian Deville            |
| 25.  | 12 lutego 2015    | Kühtai               | Gigant            | Odwołano               | Odwołano              | Odwołano                     |
| 26.. | 13 lutego 2015    | Kühtai               | Slalom            | Odwołano               | Odwołano              | Odwołano                     |
| 27.. | 21 lutego 2015    | Jaun                 | Slalom            | Riccardo Tonetti       | Mark Engel            | Marco Schwarz                |
| 28.  | 22 lutego 2015    | Jaun                 | Slalom            | Marco Schwarz          | Bernhard Niederberger | Ramon Zenhäusern             |
| 29.  | 24 lutego 2015    | Saalbach-Hinterglemm | Superkombinacja   | Odwołano               | Odwołano              | Odwołano                     |
| 30.  | 25 lutego 2015    | Saalbach-Hinterglemm | Supergigant       | Patrick Schweiger      | Mattia Casse          | Aleksander Aamodt Kilde      |
| 31.  | 26 lutego 2015    | Sella Nevea          | Supergigant       | Fernando Schmed        | Thomas Mayrpeter      | Florian Scheiber             |
| 32.  | 2 marca 2015      | Jasná                | Gigant            | Cyprien Richard        | Roland Leitinger      | Greg Galeotti                |
| 33.  | 3 marca 2015      | Jasná                | Gigant            | Adam Žampa             | Greg Galeotti         | Loïc Meillard                |
| 34.  | 16 marca 2015     | Kranjska Gora        | Slalom            | Riccardo Tonetti       | Michael Matt          | Bernhard Niederberger        |
| 35.  | 20 marca 2015     | El Tarter            | Zjazd             | Andreas Sander         | Joachim Puchner       | Johannes Kröll               |
| 36.  | 21 marca 2015     | El Tarter            | Supergigant       | Patrick Schweiger      | Fernando Schmed       | Riccardo Tonetti             |
| 37.  | 22 marca 2015     | El Tarter            | Supergigant       | Mattia Casse           | Thomas Mayrpeter      | Josef Ferstl                 |

## Klasyfikacja generalna (po 33 z 33 konkurencji)
| Miejsce | Zawodnik           | Punkty |
| ------- | ------------------ | ------ |
| 1.      | Riccardo Tonetti   | 654    |
| 2.      | Thomas Mayrpeter   | 564    |
| 3.      | Roland Leitinger   | 540    |
| 4.      | Patrick Schweiger  | 519    |
| 5.      | Rasmus Windingstad | 516    |
| 6.      | David Ryding       | 434    |
| 7.      | Thomas Tumler      | 427    |
| 8.      | Johannes Kröll     | 415    |
| 9.      | Fernando Schmed    | 407    |
| 10.     | Loïc Meillard      | 370    |
| ...     |                    |        |
| 189.    | Michał Jasiczek    | 8      |

| Miejsce | Zawodnik            | Punkty |
| ------- | ------------------- | ------ |
| 1.      | Joachim Puchner     | 314    |
| 2.      | Markus Dürager      | 276    |
| 3.      | Thomas Mayrpeter    | 275    |
| 4.      | Johannes Kröll      | 273    |
| 5.      | Mario Karelly       | 259    |
| 6.      | Paolo Pangrazzi     | 240    |
| 7.      | Andreas Sander      | 229    |
| 8.      | Daniel Danklmaier   | 223    |
| 9.      | Blaise Giezendanner | 220    |
| 10.     | Patrick Schweiger   | 206    |

| Miejsce | Zawodnik             | Punkty |
| ------- | -------------------- | ------ |
| 1.      | Patrick Schweiger    | 295    |
| 2.      | Thomas Mayrpeter     | 289    |
| 3.      | Fernando Schmed      | 238    |
| 4.      | Mattia Casse         | 216    |
| 5.      | Felix Monsen         | 178    |
| 6.      | Christopher Neumayer | 175    |
| 7.      | Florian Scheiber     | 166    |
| 8.      | Christian Walder     | 149    |
| 9.      | Johannes Kröll       | 142    |
| 10.     | Josef Ferstl         | 141    |

| Miejsce | Zawodnik           | Punkty |
| ------- | ------------------ | ------ |
| 1.      | Roland Leitinger   | 494    |
| 2.      | Rasmus Windingstad | 402    |
| 3.      | Loïc Meillard      | 370    |
| 4.      | Cyprien Richard    | 349    |
| 5.      | Dominik Schwaiger  | 310    |
| 6.      | Thomas Tumler      | 275    |
| 7.      | Gino Caviezel      | 248    |
| 8.      | Marcus Monsen      | 200    |
| 9.      | Phil Brown         | 196    |
| 10.     | Samu Torsti        | 184    |

| Miejsce | Zawodnik              | Punkty |
| ------- | --------------------- | ------ |
| 1.      | Riccardo Tonetti      | 440    |
| 2.      | David Ryding          | 434    |
| 3.      | Bernhard Niederberger | 336    |
| 4.      | Daniel Yule           | 329    |
| 5.      | Marco Schwarz         | 316    |
| 6.      | Dominik Stehle        | 287    |
| 7.      | Reto Schmidiger       | 268    |
| 8.      | Linus Straßer         | 225    |
| 9.      | Axel Bäck             | 207    |
| 10.     | Christian Deville     | 197    |
| ...     |                       |        |
| 84.     | Michał Jasiczek       | 8      |

| Miejsce | Zawodnik           | Punkty |
| ------- | ------------------ | ------ |
| 1.      | Bjørnar Neteland   | 100    |
| 2.      | Frederic Berthold  | 80     |
| 3.      | Rasmus Windingstad | 60     |
| 4.      | Bryce Bennett      | 50     |
| 5.      | Nils Mani          | 45     |
| 6.      | Thomas Dreßen      | 40     |
| 7.      | Vincent Kriechmayr | 36     |
| 8.      | Thomas Tumler      | 32     |
| 9.      | Matteo De Vettori  | 29     |
| 10.     | Paolo Pangrazzi    | 26     |

| Miejsce | Zawodnik          | Punkty |
| ------- | ----------------- | ------ |
| 1.      | Truls Johansen    | 100    |
| 2.      | AJ Ginnis         | 80     |
| 3.      | David Ryding      | 60     |
| 4.      | Andrea Ballerin   | 50     |
| 5.      | Anthony Bonvin    | 30     |
| 5.      | Robin Buffet      | 30     |
| 5.      | Martin Stricker   | 30     |
| 5.      | Manuel Wieser     | 30     |
| 9.      | Giovanni Borsotti | 15     |
| 9.      | Marc Digruber     | 15     |
| 9.      | Mark Engel        | 15     |
| 9.      | Vincent Gaspoz    | 15     |
| 9.      | Michael Matt      | 15     |
| 9.      | Santeri Paloniemi | 15     |
| 9.      | Dominik Raschner  | 15     |
| 9.      | Maxime Rizzo      | 15     |